# Krzysztof Peszko
Krzysztof Peszko (ur. 1 stycznia 1960) – polski artysta fotograf. Członek Jarosławskiego Towarzystwa Fotograficznego „Atest 2000”. Członek rzeczywisty i Artysta Fotoklubu Rzeczypospolitej Polskiej Stowarzyszenia Twórców (AFRP).

## Życiorys
Krzysztof Peszko jest dyplomowanym mistrzem fotografii, mieszka i pracuje w Jarosławiu. Fotografuje od 1976 roku, od czasu kiedy został aktywnym członkiem jarosławskiego klubu fotograficznego „Atest 70”. Jako autor pierwszej wystawy indywidualnej zadebiutował w 1986 roku, w Klubie MPiK w Jarosławiu. W 1999 roku został członkiem Jarosławskiego Towarzystwa Fotograficznego „Atest 2000”. Od 2002 roku jest członkiem Związku Polskich Fotografów Przyrody oraz współzałożycielem Okręgu Roztoczańsko-Podkarpackiego ZPFP. W latach 1993–1997 współpracował z rozgłośnią radia „Ave Maria”. Jest fotoreporterem Polskiej Agencji Fotografów Forum.  
Jest autorem filmów promocyjnych o zabytkach jarosławskich – „Wszystkie drogi prowadzą do rynku”, „Cmentarz jarosławski stary i nowy” oraz filmu „Krasiczyn”. W 2012 roku został członkiem jury w Międzynarodowym Salonie Fotografii „Tylko Jedno Zdjęcie", od 2013 roku jest kuratorem i komisarzem ww. konkursu, organizowanego przez Miejski Ośrodek Kultury w Jarosławiu, pod patronatem FIAP. Jest pomysłodawcą i założycielem Pracowni Fotografii i Filmu, działającej przy MOK w Jarosławiu. Jest komisarzem, kuratorem Międzynarodowego Konkursu Fotograficznego „Kuferek". 
Krzysztof Peszko jest autorem i współautorem wielu wystaw fotograficznych; indywidualnych, zbiorowych, poplenerowych, pokonkursowych. Brał aktywny udział w Międzynarodowych Salonach Fotograficznych, organizowanych pod patronatem FIAP (w latach osiemdziesiątych). 
W 2014 roku został przyjęty w poczet członków Fotoklubu Rzeczypospolitej Polskiej Stowarzyszenia Twórców (legitymacja nr 387). W 2017 roku został odznaczony Srebrnym Medalem „Za Zasługi dla Rozwoju Twórczości Fotograficznej”. W 2018 roku został uhonorowany Medalem „Za Zasługi dla Fotografii Polskiej” – odznaczeniem przyznawanym przez Kapitułę Fotoklubu Rzeczypospolitej Polskiej Stowarzyszenia Twórców – w 100. rocznicę odzyskania przez Polskę niepodległości.

## Publikacje (albumy)
- „Jarosław – Rynek” (2014)
- „Kolegiata pw. Bożego Ciała” (2014)
- „Klasztor oo. Dominikanów” (2014)
- „Klasztor oo. Franciszkanów Reformatów” (2014)

Źródło

## Odznaczenia
- Srebrny Medal „Za Zasługi dla Rozwoju Twórczości Fotograficznej” (2017)[12]
- Medal „Za Zasługi dla Fotografii Polskiej” (2018)[13]

## Filmy
- „Wszystkie drogi prowadzą do rynku” (2007)
- „Jarosławskie Cmentarze” (2007)[15]
- „Krasiczyn”

Źródło